# Пьерра, Жан-Поль
Жан-Поль Пьерра (фр. Jean-Paul Pierrat; род. 3 июля 1952, Xonrupt-Longemer) — французский лыжник, участник двух Олимпийских игр, призёр чемпионата мира и этапа Кубка мира. Старший брат лыжника Клода Пьерра.

## Карьера
В Кубке мира Пьерра дебютировал в январе[1982 года, тогда же единственный раз в карьере попал в тройку лучших на этапе Кубка мира. Кроме этого имеет на своём счету 3 попадания в десятку лучших на этапах Кубка мира. Лучшим достижением Пьерра в общем итоговом зачёте Кубка мира является 4-е место в сезоне 1981/82.
На Олимпийских играх 1976 года в Иннсбруке занял 18-е место в гонке на 15 км, 11-е место в гонке на 50 км и 11-е место в эстафете.
На Олимпиаде-1980 в Лейк-Плэсиде стал 10-м в эстафете, 14-м в гонке на 15 км, 19-м в гонке на 30 км и 12-м в гонке на 50 км.
За свою карьеру принимал участие в двух чемпионатах мира, на чемпионате мира 1978 года в Лахти, завоевал бронзовую медаль в гонке на 50 км.